# Igreja Nossa Senhora do Rosário dos Homens Pretos (São Paulo)
A Igreja Nossa Senhora do Rosário dos Homens Pretos, localizada no Largo do Paiçandu, na região central da Cidade de São Paulo, foi construída gratuitamente por trabalhadores negros no início do século XX. Originalmente, era localizada na Praça Antônio Prado, onde foi construída entre os anos de 1721 e 1722. Era um espaço de reunião de negros e escravos, que celebravam ritos católicos misturados com crenças de origem banto. Com o processo de urbanização iniciado pelo prefeito Antônio Prado, a antiga igreja foi demolida em 1903 e depois reconstruída onde se encontra atualmente. A nova igreja foi consagrada em 1906, quando grande procissão, acompanhada por banda, trasladou as imagens do antigo templo.

## História

### A Irmandade dos homens pretos
As irmandades de homens pretos surgiram na América colonial no período escravocrata como forma de socialização, resistência e cooperação entre escravos e os alforriados. A figura da Mãe de Deus, representada pelo rosário, destacou-se fortemente nos cultos dessas irmandades por dois motivos: uma catequização dos escravos, quanto à importância da Virgem Maria, que vinha sendo feita pelos portugueses desde as Costas africanas; e pela adoção comunitária de um único santo (denominado patrono), que embasaria o culto, tipicamente banto, em torno de um ancestral comum.
A associação de irmandades, que no geral eram muito pobres e não contavam com posses territoriais, era muito comum, pois permitia que diferentes associações religiosas utilizassem o mesmo templo. Um exemplo é a Irmandade de Santa Ifigênia (uma princesa Núbia que foi catequizada), que, sendo a maior e de mais destaque entre as irmandades, ficou responsável por outras agremiações menores.A atual Igreja Nossa Senhora do Rosário dos Homens Pretos, por exemplo, é considerada uma capela dependente da Igreja paroquial de Santa Ifigênia.
Um exemplo da mistura entre as divindades católicas e pagãs nos cultos dos homens pretos era a substituição de nomes de santos católicos por nomes da tradição negra. São Benedito era chamado de Lingongo; Santo Antônio de Vereque; e Nossa Senhora das Dores de Sinhá Samba. Esse sincretismo religioso era necessário quando as religiões de matriz africanas eram negligenciadas pelos homens brancos no Brasil (normalmente os donos de escravos, senhores de engenho).

### A primeira igreja
A primeira Igreja de Nossa Senhora do Rosário dos Homens Pretos foi fundada pela Irmandade de Nossa Senhora do Rosário dos Homens Pretos no século XVIII. Sua história começou com uma petição da Irmandade, no ano de 1721, ao então rei de Portugal, Dom João V, pedindo permissão para construir um templo "que pudesse solenizar os mistérios do Rosário da Mãe de Deus". Apesar de não haver registros da resposta real, presume-se que ela tenha sido favorável, uma vez que nos anos subsequentes começou um processo de arrecadação de fundos para a construção da igreja. Nesse mesmo ano, enquanto não tinham os recursos necessários nem a permissão oficial da realeza, os escravos, proibidos de frequentar as igrejas dos brancos, construíram uma pequena capela nas proximidades do ribeirão do Anhangabaú. Na época, tratava-se de um subúrbio da cidade reconhecido pelas reuniões de escravos e de alforriados. Essa primeira igreja foi construída de taipa de pilão e tinha características predominantementes barrocas.
O processo de arrecadação de dinheiro começou em 1725, quando o ermitão Domingo de Melo Tavares, devoto da Irmandade dos homens pretos, começou uma peregrinação pelo estado de Minas Gerais recebendo esmolas em nome da Irmandade. Nesse mesmo ano a Irmandade pediu um terreno para a Câmara  Municipal de São Paulo (CMSP) para que a igreja pudesse ser construída. O pedido foi visto com simpatia por D. Antônio de Guadelupe, bispo de São Paulo, que os ajudou a conseguir o tereno. No Livro do Tombo da Sé há uma referência ao fato: ele diz que a Virgem do Rosário foi "colocada pelos pobres escravos e pretos com toda a devoção na Capela que edificarão por graça do Ex. Snr. d. Antonio de Guadelupe". Como a irmandade era muito pobre, constituída pelos escravos e alforriados, quase todos os elementos que compunham a primeira igreja, como móveis, madeira, imagens de santos, tecido, toalhas e bordados para o altar, entre outros foram adquiridos através de doações.
Foi esse terreno, no qual a primeira capela tinha sido construída, que foi doado pela Câmara de São Paulo para  a Irmandade em 10 de julho de 1728. Somado aos 10 mil cruzados que o ermitão Tavares recolhera de doações em Minas Gerais, a posse legal do terreno permitia a construção de uma igreja canônica. As obras começaram nesse ano, e há registros de terem acabado apenas em 1737. A conclusão das obras foi comemorada com a celebração de uma missa seguida da festa de Congos (congada). As outras referências à igreja registradas são de épocas bem posteriores: há duas cartas registradas na Câmara em 1750 e, em 1783, ela figura em uma relação de templos paulistas feita por Manuel Cardoso de Abreu. Em 5 de novembro de 1745, o ermitão que arrecadou os fundos para ereção da igreja foi nomeado Administrador Perpétuo das Obras da Igreja Nossa Senhora do Rosário dos Homens Pretos.
O antigo templo ficava na atual rua 15 de Novembro, região central da cidade de São Paulo, na esquina com a atual Praça Antônio Prado. Sua fachada ficava na rua 15 de Novembro, e era formada por quatro janelas, uma torre do lado esquerdo, que possuía uma janela baixa, e duas portas. Sua outra face, voltada para o Largo do Rosário, possuía uma porta de entrada para a sacristia e uma janela acima desta. A capela-mor possuía seis tribunas e um altar com painel da N. S. do Rosário, ao lado de S. Roque e S. Antônio. O corpo da igreja possuía quatro tribunas, dois púlpitos e dois altares, sendo um para Bom Jesus da Prisão, Santa Ifigênia e Santo Elesbão e outro para o Sagrado Coração de Jesus. A capela do Bom Jesus da Pedra Fria ficava à esquerda da igreja, sendo o outro lado tomado pela sacristia e um altar de Nossa Senhora das Dores.
A criação de uma igreja apenas para os negros evidencia dois traços importantes da época: o número crescente de escravos que eram trazidos para São Paulo; e a capacidade de associação e cooperação entre si. Nas palavras da pesquisadora Fernandes, a criação dessa igreja “constitui-se como entidade de união e auxílio mútuo de forros e escravos da cidade, atuando ainda como promotora de alforrias e participando das atividades abolicionistas”.

#### Festas e sincretismo religioso
As festas realizadas na primeira igreja da Irmandade dos homens pretos revelavam grande sincretismo religioso entre o catolicismo e as crenças africanas da etnia bantu, pois grande parte dos escravos trazidos para São Paulo vinham do atual Congo, de ascendência bantu. As festas eram conhecidas pela eleição de um rei, uma rainha e uma corte; a venda de quitutes tradicionais da África; os leilões ao som de tambaques; o manuseio mútuo de terços católicos e peles de lagarto ou sapo, figas da guiné, olhos-de-cabras e pés de galinha, tradicionais elementos da religião bantu; a encenação da congada e a participação de grande parte dos moradores locais, que sempre observavam as festividades. A procissão da Nossa Senhora do Rosário era a principal festa da irmandade. Era caracterizada pelas músicas de diversos ritmos, como os batuques, sambas e moçambiques; as danças entusiasmadas de mulheres que vestiam lenços brancos na cabeça, colares e pulseiras de ouro e rosários de contas vermelhas; e os grandes banquetes na cada do rei e da rainha, onde eram servidos cachaça e quitutes típicos. Como alguns desses ritmos musicais eram muito reprimidos pela polícia, devido a reclamações de moradores e sua associação com a religiosidade africana, a dança dos Caiapós também foi adotada pela comunidade como uma forma de expressar sua religiosidade.
A imersão dos moradores locais nos ritos e festas dos "pretos do rosário" foi marcada também pelo aparecimento dos "escravos de ganho", que eram negro alforriados, contratados por pequenos comércios, para vender doces, mandioca, pinhão, milho, frutas e legumes ao redor da igreja. Também era muito comum a construção de casebres humildes ao redor da igreja, onde moravam os ex-escravos. Muitos observadores da época registraram a participação de escravos nessa festas, que eram vistas pelos senhores de escravos como momentos de "alívio do cativeiro".
O cemitério, construído ao lado da igreja logo após sua finalização, também ocupava um importante papel na vida religiosa daquela comunidade. Na sacristia havia uma gamela para lavagem dos defuntos e um caixão de madeira que transportava os corpos até as covas. Tal caixão era usado em todas as cerimônias, uma vez que os mortos eram enterrados apenas com lençóis. Os enterros começavam sempre de madrugada e eram caracterizados por um líder religioso que entoava canções identificadas como sendo do candomblé; o acompanhamento das músicas pelos presentes; e um batuque produzido pelos "mãos-de-pilão", que socavam a terra que ia sendo jogada em cima da cova. Diversos registros da época relatam o medo e apreensão que os moradores locais tinham com esses ritos, pois acordavam de madrugada ouvindo batuques associados ao paganismo e canções em outra língua.

### Modernização de São Paulo
A partir de finais do século XIX e início do XX, a cidade de São Paulo passou por um processo de modernização que implicou no realojamento da igreja em outra localidade. O primeiro passo do processo deu-se em 1870, quando o então presidente da província, João Teodoro, decidiu demolir alguns casarios antigos e desapropriar o cemitério de escravos, adjacente à antiga igreja, para a criação do Largo do Rosário. Essa desapropriação foi muito mal recebida pelos irmãos pretos, pois o cemitério tinha uma importante função no culto aos mortos, como seguiam das tradições africanas bantos.
As mudanças profundas, no entanto, viriam nos anos 1900, quando o primeiro prefeito de São Paulo, Antônio da Silva Prado, decidiu implantar na região um replanejamento urbanístico para modernizar a cidade. Seu projeto incluía uma ampliação do Largo do Rosário, que seria renomeado de Praça Antônio Prado em 1905, para melhorar a confluência do trânsito de veículos e pedestre no centro; a ligação do Triângulo Histórico com o Pátio do Colégio; a arborização de diversas praças, como a da Luz e da República; a reforma e alargamento da Praça da Sé; a construção da Praça do Patriarca e do Viaduto Santa Ifigênia; e a criação de jardins ao redor de todo o centro.
Dessa forma, em 1903 a Câmara Municipal votou a lei nº 607, que declarava de interesse público a desapropriação dos bens da Irmandade Nossa Senhora do Rosário dos Homens Pretos para ampliação do Largo do Rosário. A indenização foi de 250 contos de réis mais o terreno no Largo do Paiçandu, onde se encontra atualmente a igreja. Enquanto a nova igreja era construída os ritos dos homens pretos ocorreram na Igreja de São Bento de Pedra, localizada na Praça da Sé.
Para alguns autores, a medida correspondeu a uma sanção moral, disciplinar e higiênica das autoridades, que pretendiam reprimir as manifestações de religiosidade africana e os aglomerados de pessoas consideradas "selvagens" e de "classes perigosas", segundo os cronistas da época. Os relatos da época de moradores do Largo do Rosário reclamando das cantorias noturnas dos pretos, que realizavam seus ritos fúnebres com batidas e cantigas nos cemitérios, também reforça a ideia de certa sanção moral. Tal opinião ainda pode ser fortalecida pelo projeto de lei, que surgiu alguns anos depois, que proibia batuques cateretês dentro da cidade.
A área ocupada pela antiga igreja sofreu, no início do século XX, uma expansão e supervalorização. Diversos comércios surgiram no local e cada vez mais pessoas brancas, ricas e aristocráticas circulavam por aquele meio, de maneira que o deslocamento da Irmandade pode ser visto como uma medida higienista do governo. Como conclui Casablanca de Paula, ao analisar o que significou essa modernização, "os 'benefícios' que ofereceu à cidade a transferência dessa comunidade negra faziam parte de um acordo tácito entre as elites e aqueles que menosprezavam esse grupo étnico, considerado inferior aos demais".
Outra polêmica envolvendo a medida foi o fato do antigo terreno da irmandade ter sido doado a Martinico Prado, irmão do prefeito. No local foi construído o Palacete Martinico Prado, que já foi utilizada pelo Citybank e atualmente acolhe a B3.

### A nova igreja
Com a doação de terras e os 250 contos de réis, a Igreja Nossa Senhora do Rosário dos Homens Pretos começou a ser construída em 24 de julho de 1904 no atual Largo do Paiçandu. A medida envolveu muitas polêmicas com os moradores locais, que alegavam que uma igreja na praça iria acabar com a beleza do local.
A construção demorou alguns anos, devido a complicações no novo terreno, que era encharcado por causa de alguns córregos que por lá passavam. A cobertura do novo templo foi feita em 7 de janeiro de 1905. E mais de um ano depois, em 15 de abril de 1906, a nova igreja estava concluída. Essa data foi marcada pela bênção do Capelão João Nepomuccno Manfredo Leite do novo templo. No dia 21 de abril, 6 dias depois, houve o translado das imagens da Igreja de São Bento de Pedra, onde a irmandade estava instalada, para a nova igreja. Essa transferência foi marcado por uma grande procissão, que foi acompanhada pela banda do Maestro Carlos Cruz e recebida no Largo do Paiçandu, no bairro de Santa Cecilia-centro, por salva de 21 tiros. A figura de destaque nessa procissão foi a Santíssima Virgem do Rosário, sua Oraga, santa que batizou a igreja.
Entre as imagens e símbolos característicos da antiga igreja que foram mantidas estão: os altares de Nossa Senhora da Dores; a capela do Bom Jesus da Pedra Fria; um painel de Nossa Senhora do Rosário; um cruzeiro de ferro que servia de ponto de referência aos antigos moradores do Largo do Rosário.
A igreja correu outro risco de ser desapropriada na década de 40, quando a prefeitura avaliava a instalação do Monumento a Duque de Caxias, de Brecheret, no atual lugar em que a igreja fica. Um dos motivos dessa escolha era que o terreno havia sido doado em comodato, o que significava que a indenização a pagar seria muito pequena. A mudança da prefeitura foi o que salvou a nova igreja, pois, com as mudanças governamentais, a estátua só seria instalada na década de 60 na Praça Princesa Isabel.
Diferentemente da primeira igreja, que foi construída pelos próprios fiéis por conta da falta de verba, a nova igreja foi erguida pela companhia Rossi & Brenni, contratada com o dinheiro que a Irmandade recebera de indenização. A empresa foi escolhida através de um concurso promovido pela Irmandade, em que os interessados analisam a planta da nova igreja (desenhada pela prefeitura) e entregavam suas propostas aos homens pretos.

#### A estátua "Mãe Preta" no Largo do Paiçandu

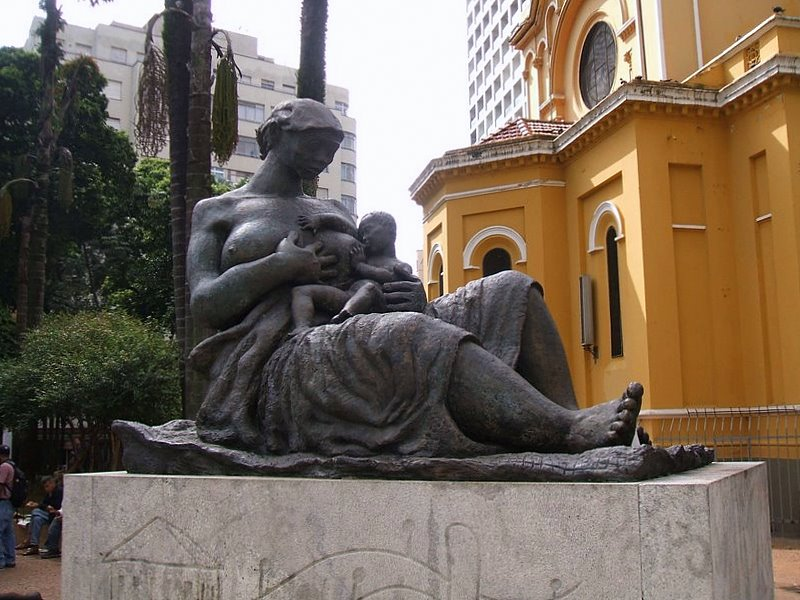
Estátua Mãe Preta, de Julio Guerra

Ao lado da Igreja Nossa Senhora do Rosário dos Homens Pretos, no Largo do Paiçandu, encontra-se, como forma de homenagem étnica, a escultura da Mãe Preta, do escultor Júlio Guerra (20 de janeiro de 1912 - 21 de janeiro de 2001). Esculpida em bronze, em 1955, a estátua sintetiza a figura, tradicional do período colonial, da mãe preta que servia como ama-de-leite para os filhos de sua dona ou patroa. Por carregar um forte valor imagético relacionado à mãe, a estátua é cultuada por uma parcela da população, sendo comum a deposição de flores e velas junto ao pedestal de granito da estátua. Um gradil foi colocado recentemente em volta do pedestal para preservar a imagem do escurecimento causado pela fumaça de velas.

#### Modernização das festas e cerimônias religiosas
Assim como a igreja, as festas e cerimônias religiosas também sofreram um processo de modernização com o tempo. Um dos principais responsáveis por essas mudanças foi o secretário da Irmandade, depois escolhido Cartorário do Tesouro Provincial, Tomás das Dores Ribeiro, conhecido na época como "Rabada". As medidas tomadas por Ribeiro incluíam: proibição dos cantos aos orixás, principalmente a Xangô, muito comum naquela igreja; proibição do enterramento e batuque pelos "mãos-de-pilão"; abolição do uso de um mesmo caixão para todos os enterros; e moralização, segundo os moldes cristãos, da arrecadação de auxílios.
Outros motivos que levaram às mudanças nas festas típicas foram as sanções crescentes do Estado e a participação de brancos, que tinham mais proximidade com as tradições católicas ortodoxas que com as práticas bantos. Nas palavras do historiador Lincoln Secco: "as congadas dos homens pretos da confraria do Rosário foram sendo, lentamente, substituídas por festejos menos atentatórios aos bons costumes da sociedade branca".
Atualmente, a igreja oferece celebrações diárias, com um sacerdote que segue o calendário litúrgico católico. E, a cada dois meses, há missas especiais com remanescências da cultura afro-brasileira, tal como os cânticos, atabaques e as ofertas de pipoca, milho, feijão e batata doce. Há ainda a "Festa do Rosário", realizada todo ano no mês de outubro, que conta com missa, procissão e o ritual de eleição do rei e rainha do Congo.

## Características arquitetônicas

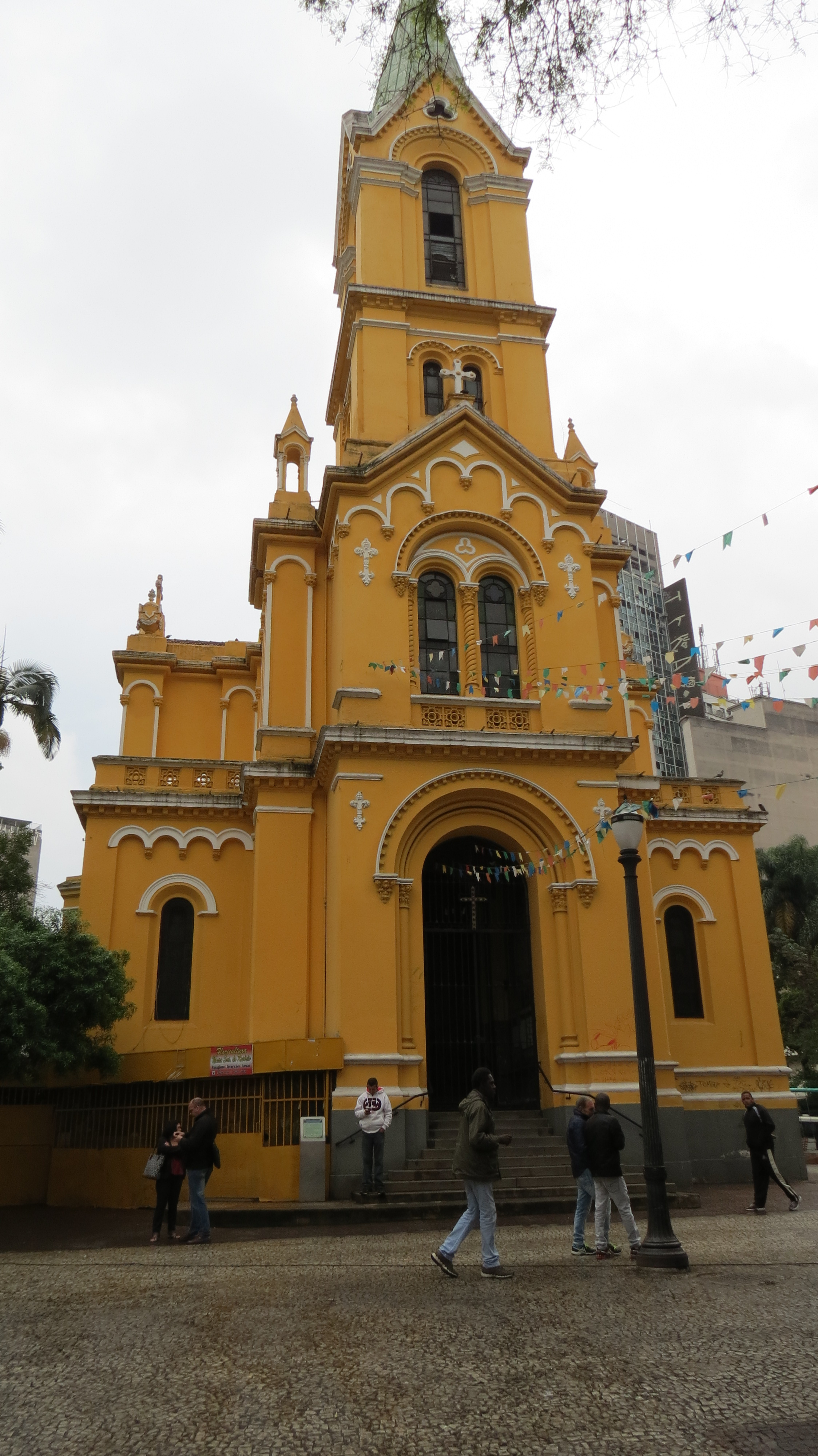
Fachada da Igreja Nossa Senhora do Rosário dos Homens Pretos

A simplicidade dos traços arquitetônicos da igreja é representativa do extrato social pobre de que advém seus seguidores. Seu estilo arquitetônico é considerado eclético, pela combinação de elementos renascentistas, barrocos e neoclássicos. Tal composição arquitetônica estava muito em voga no Brasil no final do século XIX e início do século XX. Na fachada da igreja pode-se perceber uma arquitetura robusta, horizontalizada, com torres mais baixas e o portal principal em forma de arco. Há uma rosácea e janelas lancetas.
A fachada é revestida de argamassa e a pintura atual é de látex. O sóculo e a escadaria são de granito. O portão de acesso principal é de metal e composto por duas folhas de abrir e uma bandeira fixa. Os vitrais são construídos em caixilharia metálica. A torre principal é composta por vitrais fixos e janelas basculantes. Na fachada posterior há uma porta de serviço, feita de madeira com uma grade metálica, que dá acesso ao subsolo, de uso restrito para as reuniões da Irmandade. As esquadrias do subsolo são venezianas de alumínio. A porta lateral, que dá acesso à sacristia, é feita de madeira, seguida por uma porta metálica colocada posteriormente. Seu interior é composto por paredes e forro com pinturas decorativas e piso de ladrilho hidráulico. Algumas das talhas e imagens do interior são da antiga igreja do Largo do Rosário  O sóculo e as colunas têm pintura em escaiola. O guarda-corpo, de mármore, está entre a nave e o altar-mor. Tem balaustrada e portão feita de gradil de ferro ornamentado.

## Significado histórico e cultural

### Espaço de luta e resistência
A Igreja Nossa Senhora do Rosários dos Homens Pretos é importante histórica e culturalmente tanto por sua arquitetura, representativa de uma tendência do início do século XX, como pelo espaço de sincretismo religioso e resistência negra que o templo representa. Segundo Lima, "as festas e batuques em homenagem aos santos católicos evocavam sobremaneira as matrizes dos ritos africanos, o que evidencia uma forma de resistir à violência do cativeiro e reduzir a distância da terra natal". Em sentido semelhante, a igreja oferecia ajuda aos escravos, as vezes até facilitando a obtenção da alforria, sendo um importante centro em que os negros, marginalizados e excluídos, conseguiam se coligar e agir conjuntamente com estratégias de luta e resistência. Portanto, o templo do Largo do Paiçandu pode ser tomado como referência do sincretismo religioso ocorrido na Colônia Portuguesa e como patrimônio das tradições religiosas afro-brasileiras, pelo trabalho indireto que exerceu de preservação da cultura negra.
Mais contemporaneamente, a igreja também foi papel de importantes eventos dedicados à comunidade negra. Lá que surgiu, por exemplo, o concurso Bonequinha do Café; o Clube Aristocrata; e a Frente Negra, um dos maiores movimentos políticos negros da cidade de São Paulo. O templo foi igualmente uma das referências na participação feminina na vida pública, devido às mulheres que exerciam os cargos de rainha e juízas nas mesas administrativas da Igreja. Assim, a igreja constituiu-se definitivamente como um marco na história de São Paulo como ponto de luta e resistência da comunidade negra.

### Tombamento
A igreja foi tombada em 1992 pela Conpresp, na resolução 37/92-80, que tratou do tombamento de diversos patrimônios da área do Anhangabaú. Seu nível de proteção é 1, ou seja, é considerado um bem de excepcional interesse histórico que necessita de preservação integral. A reforma preserva toda a igreja, pois se previa, na lateral direita do prédio, um corredor fechado para as pessoas que tivessem o interesse em visitar e observar a massa de taipa das paredes. Em 2014, houve um conflito entre as freiras que cuidavam da igreja e o Memorial da Penha de França, grupo que preserva as histórias do bairro, pois estas haviam colocado azulejos nas paredes, escondendo a massa de taipa.

## Estado atual

### Conservação

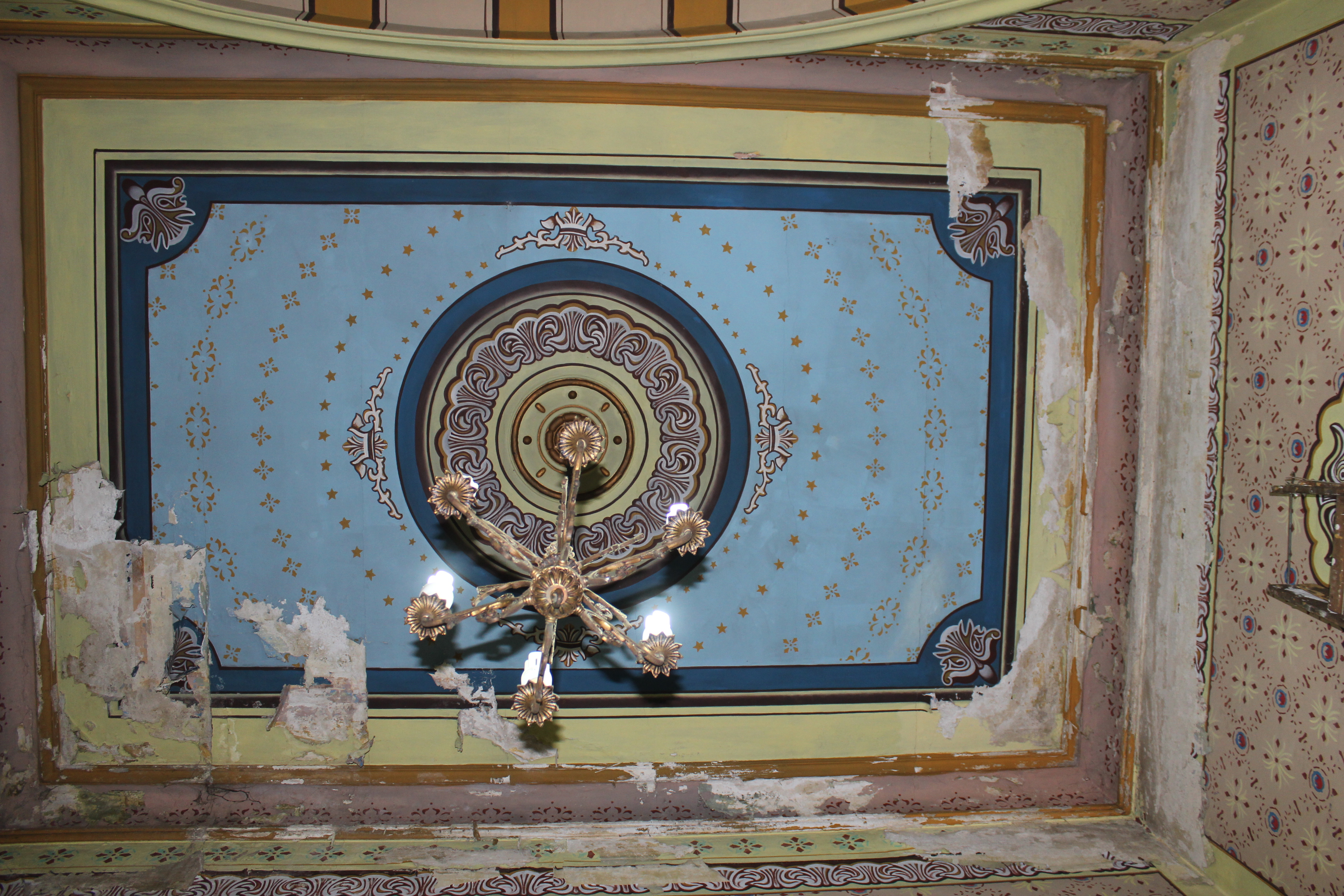
Danos no teto causados por infiltração de água

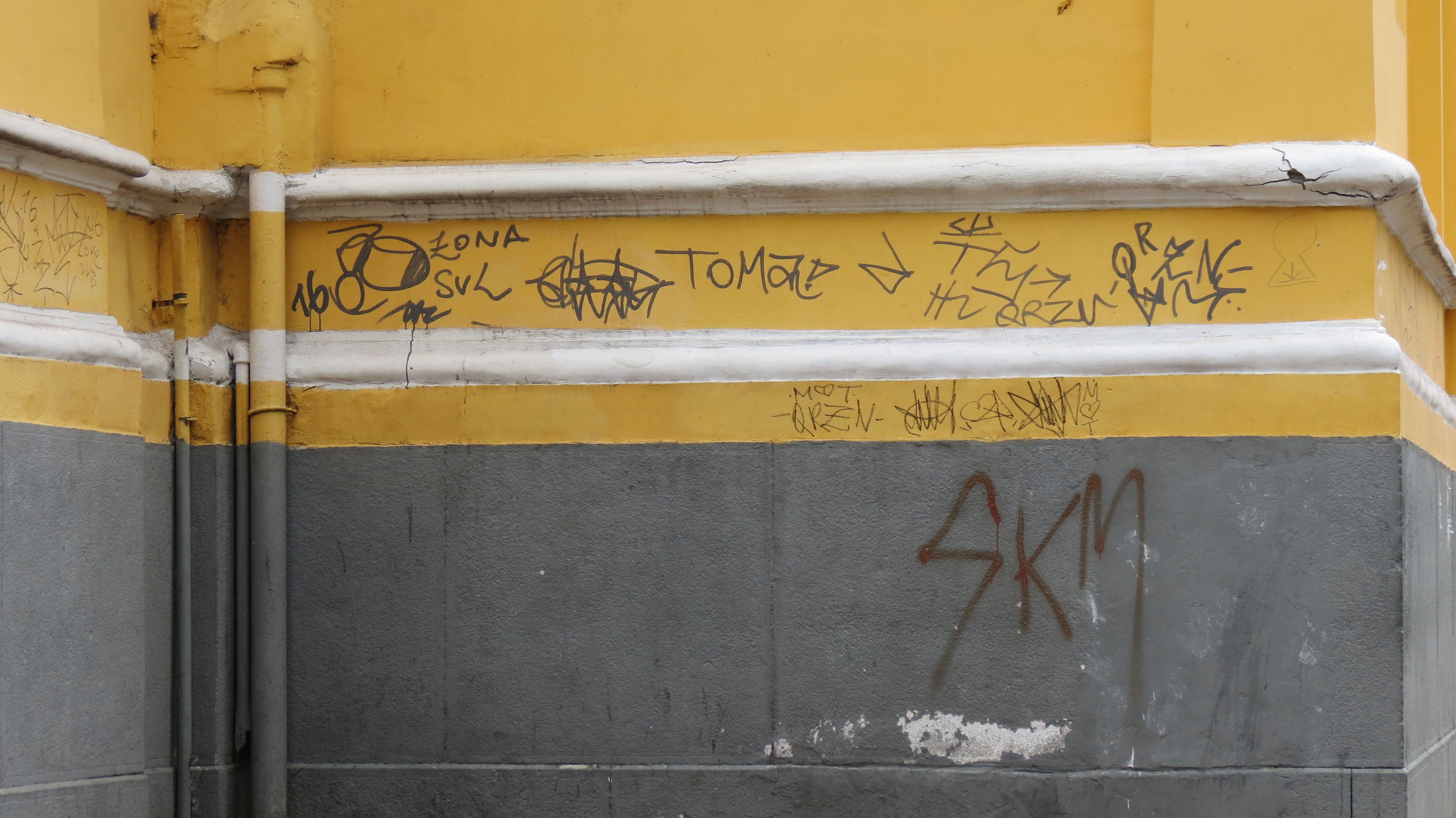
Pixos na área externa da igreja

O interior da igreja encontra-se relativamente conservado, com diversas figuras vindas da antiga igreja do século XIX, como os detalhados santos vestidos de mantos bordados e coloridos. As paredes e o teto mantem uma pintura viva, que chamam a atenção pela infinidade de formas, cores e texturas. As áreas menos conservadas da igreja são algumas regiões do teto, na lateral esquerda e direita, que apresentam desgaste devido à infiltração de água da chuva. Algumas colunas e altares também encontram-se desgastadas e oxidas pelo tempo. As pinturas dos rodapés e das partes mais baixas de colunas e paredes também encontram-se danificadas, principalmente pelo contato das pessoas que se ajoelham para orar e da movimentação de móveis.
Externamente a igreja mantém um bom estado de conservação, principalmente devido ao projeto "Centro aberto em expansão", que consistiu em um incentivo da prefeitura à Irmandade dos Homens Pretos para conservarem a pintura externa. Pode-se notar do lado de fora apenas uma janela quebrada na torre principal e algumas pichações nas partes mais baixas da igreja. Atualmente, o único item da igreja que parece estar em reforma é o sóculo, que está sendo pintado.

## Galeria

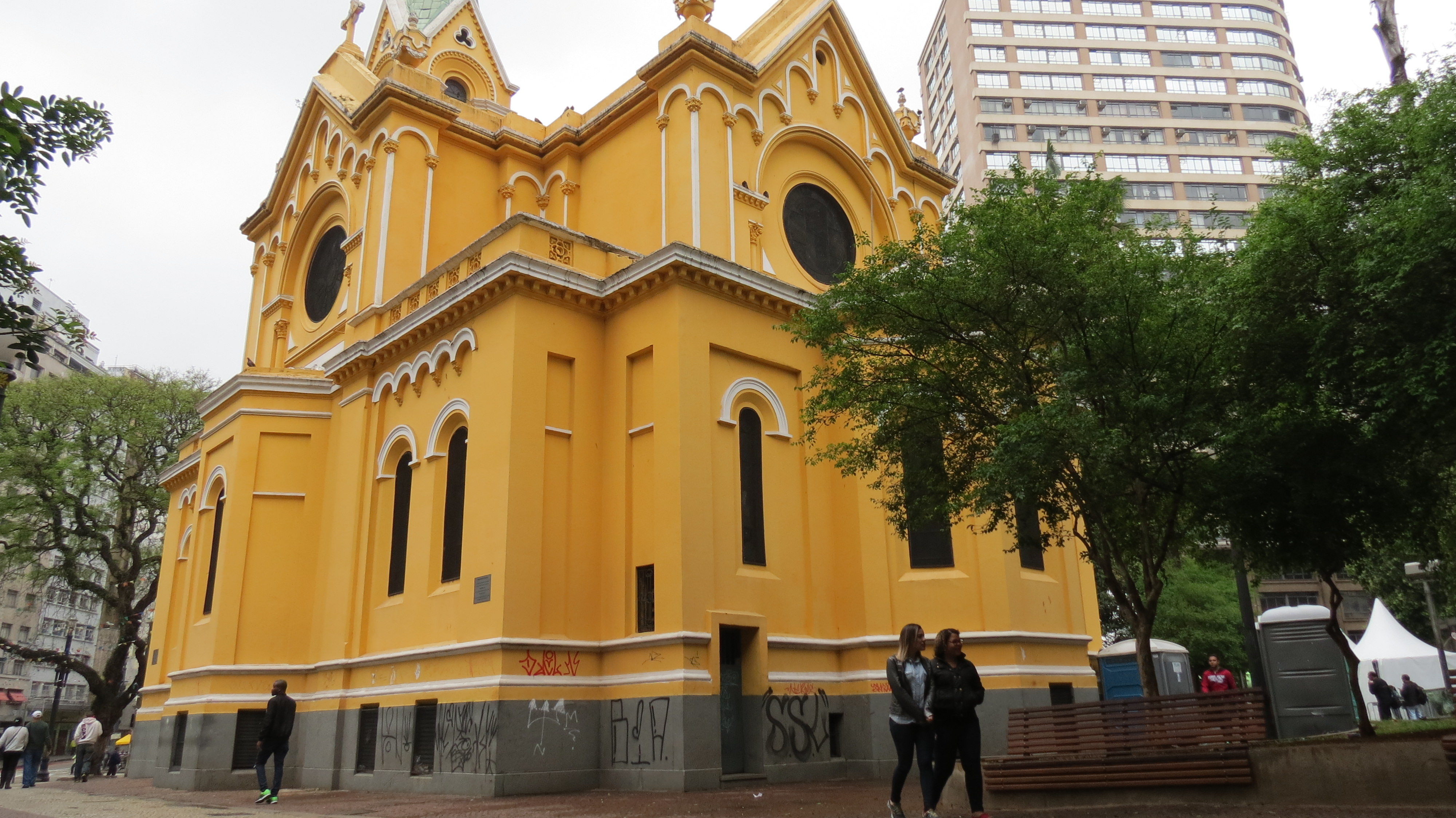
Vista lateral da igreja
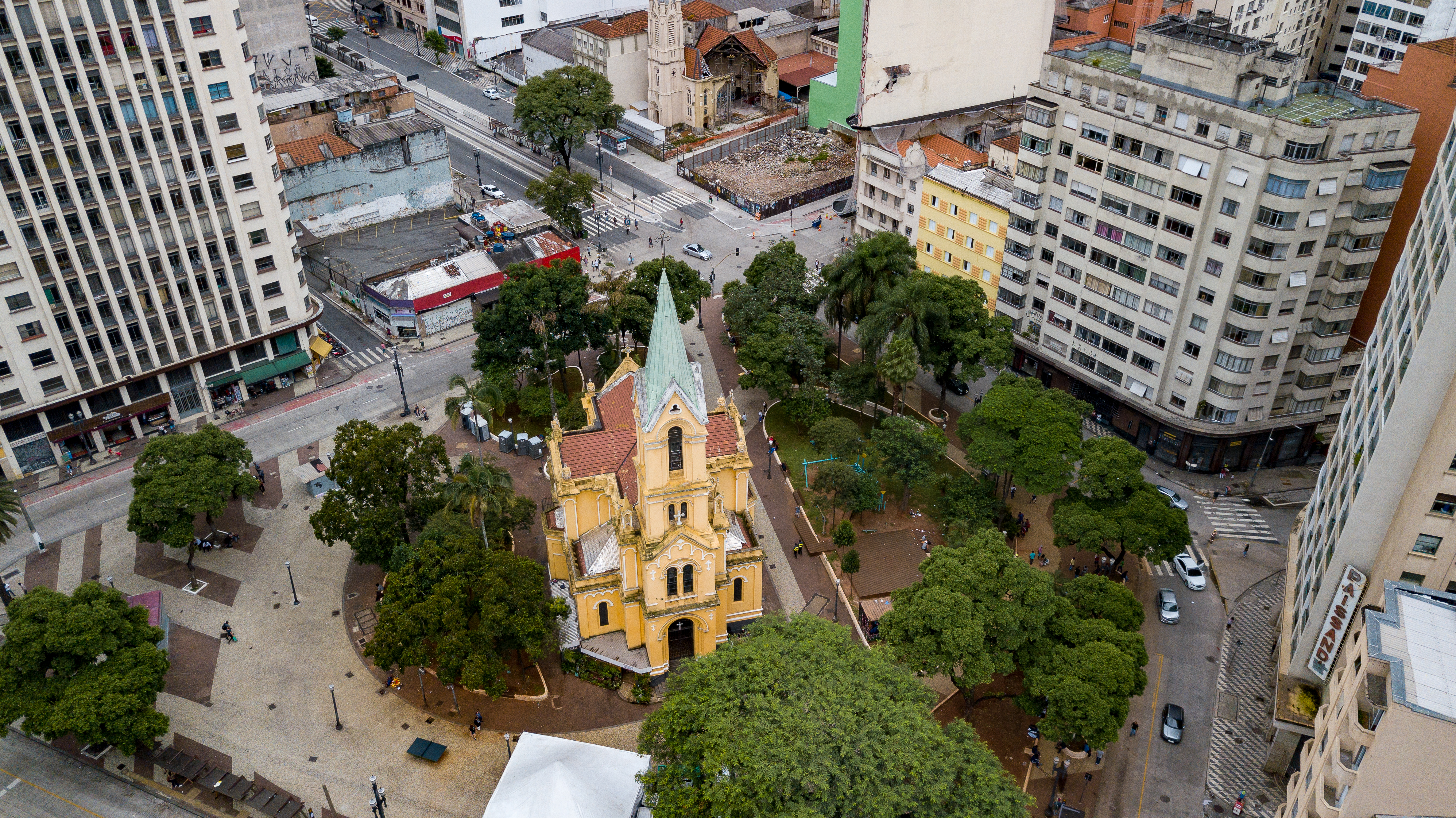
Vista aérea da igreja
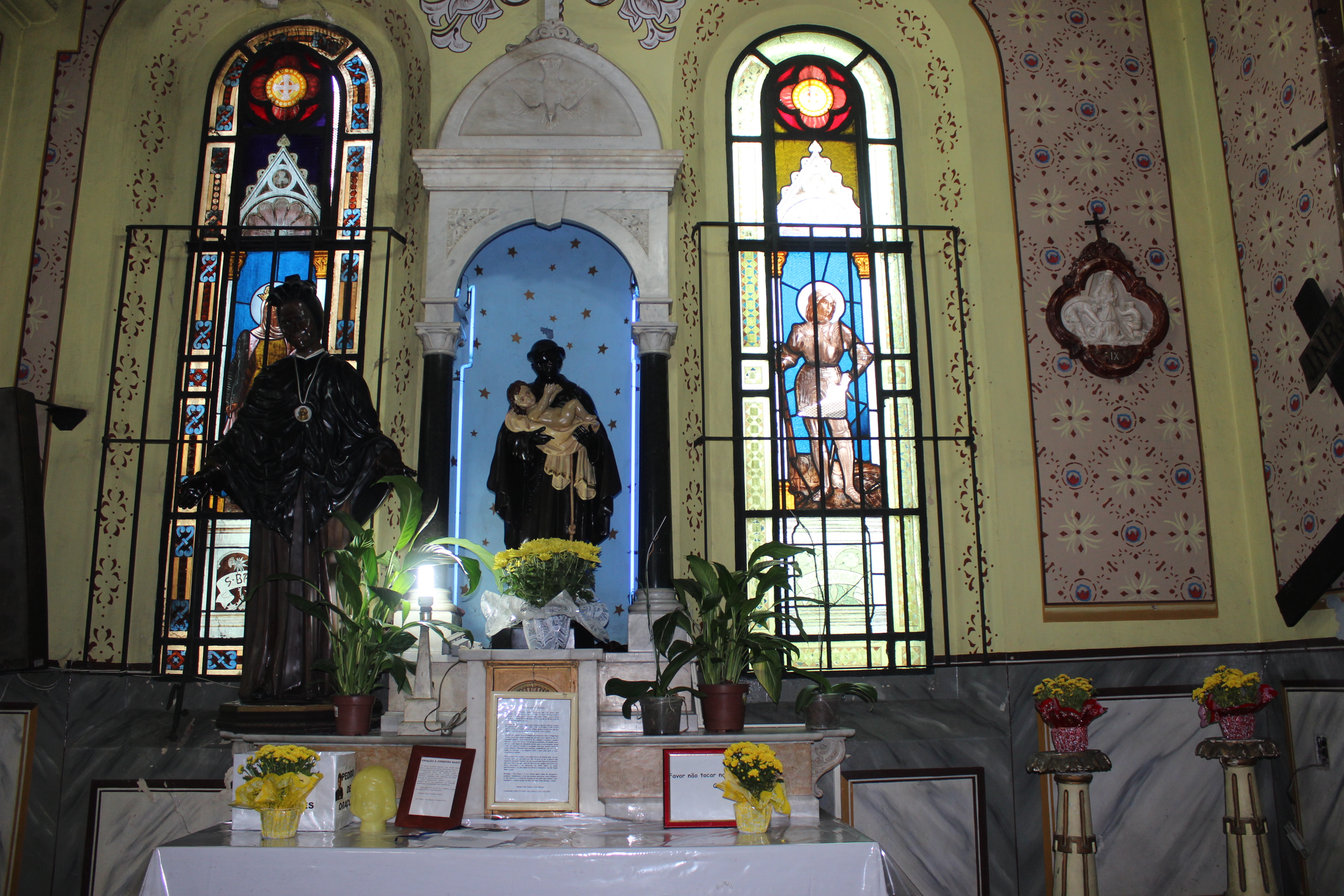
Altar dos santos pretos
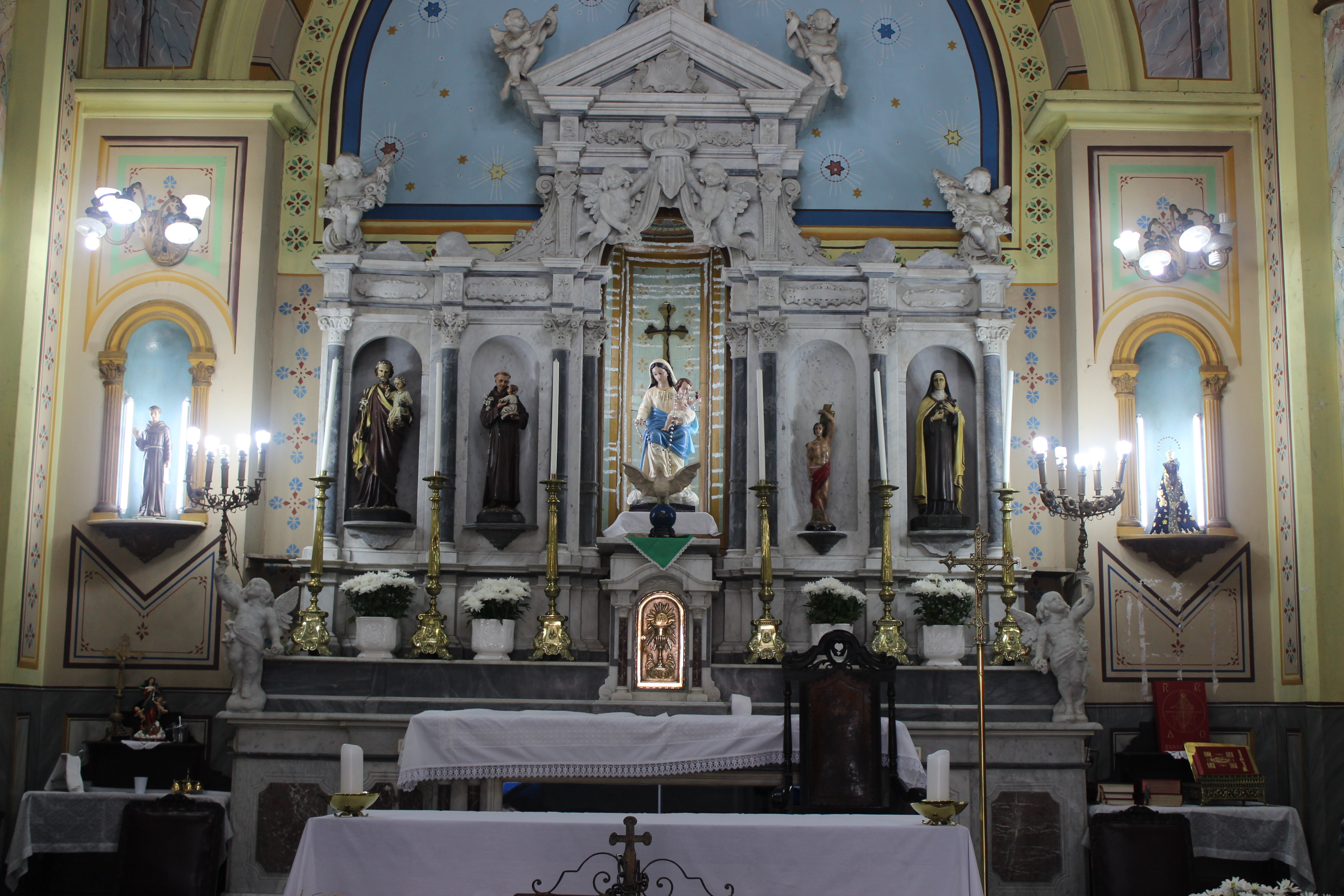
Altar central
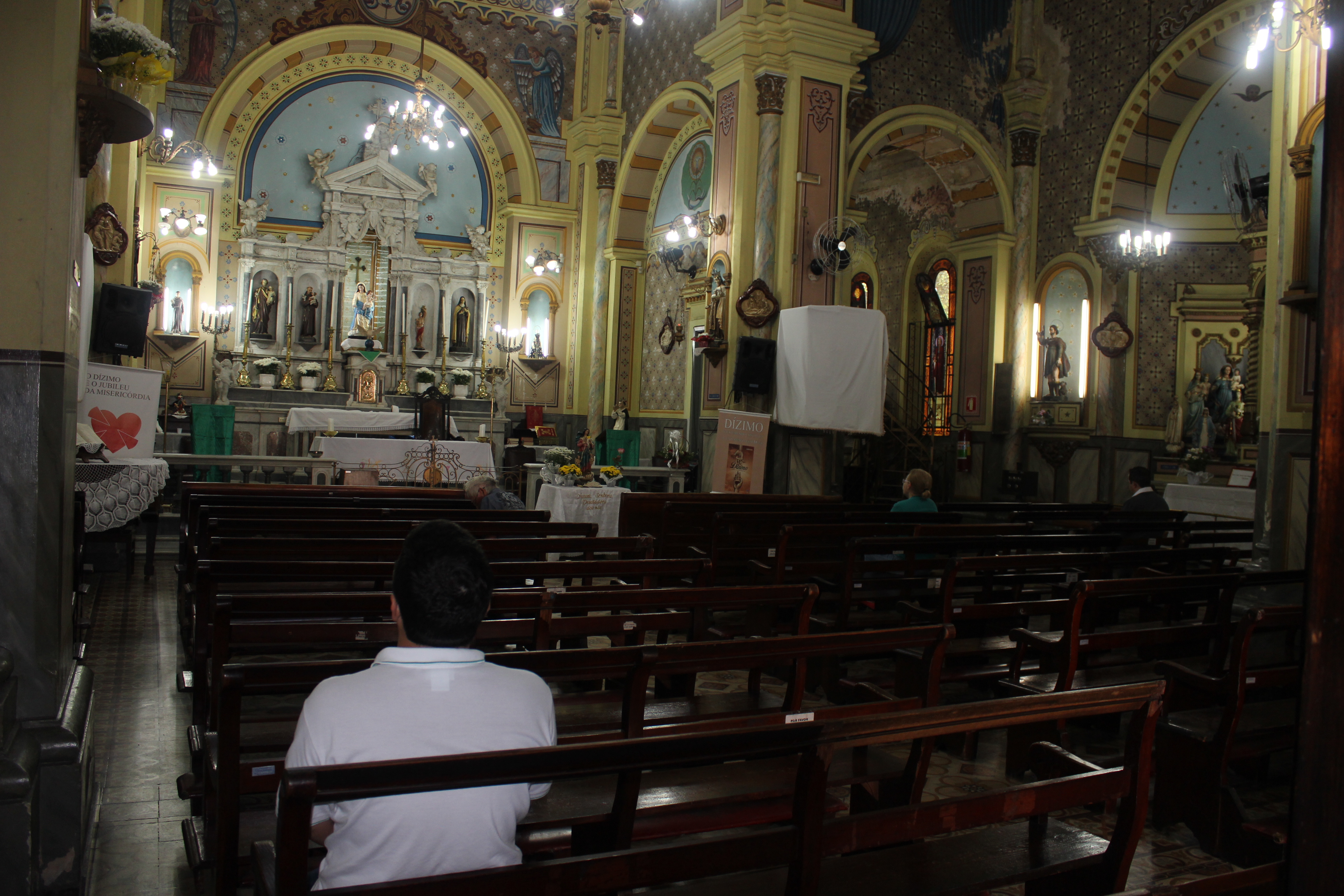
Vista da entrada da igreja
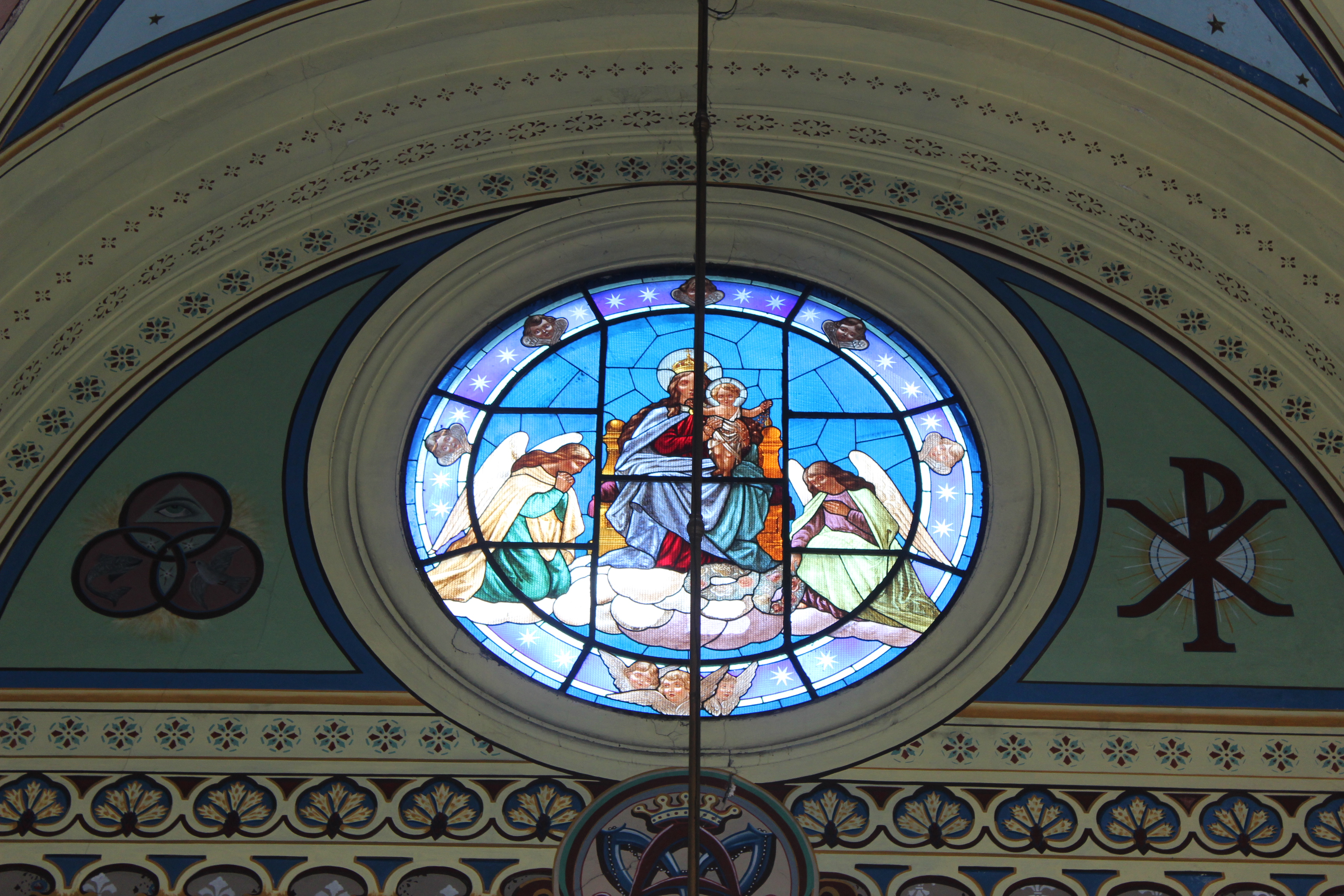
Rosácea central da igreja
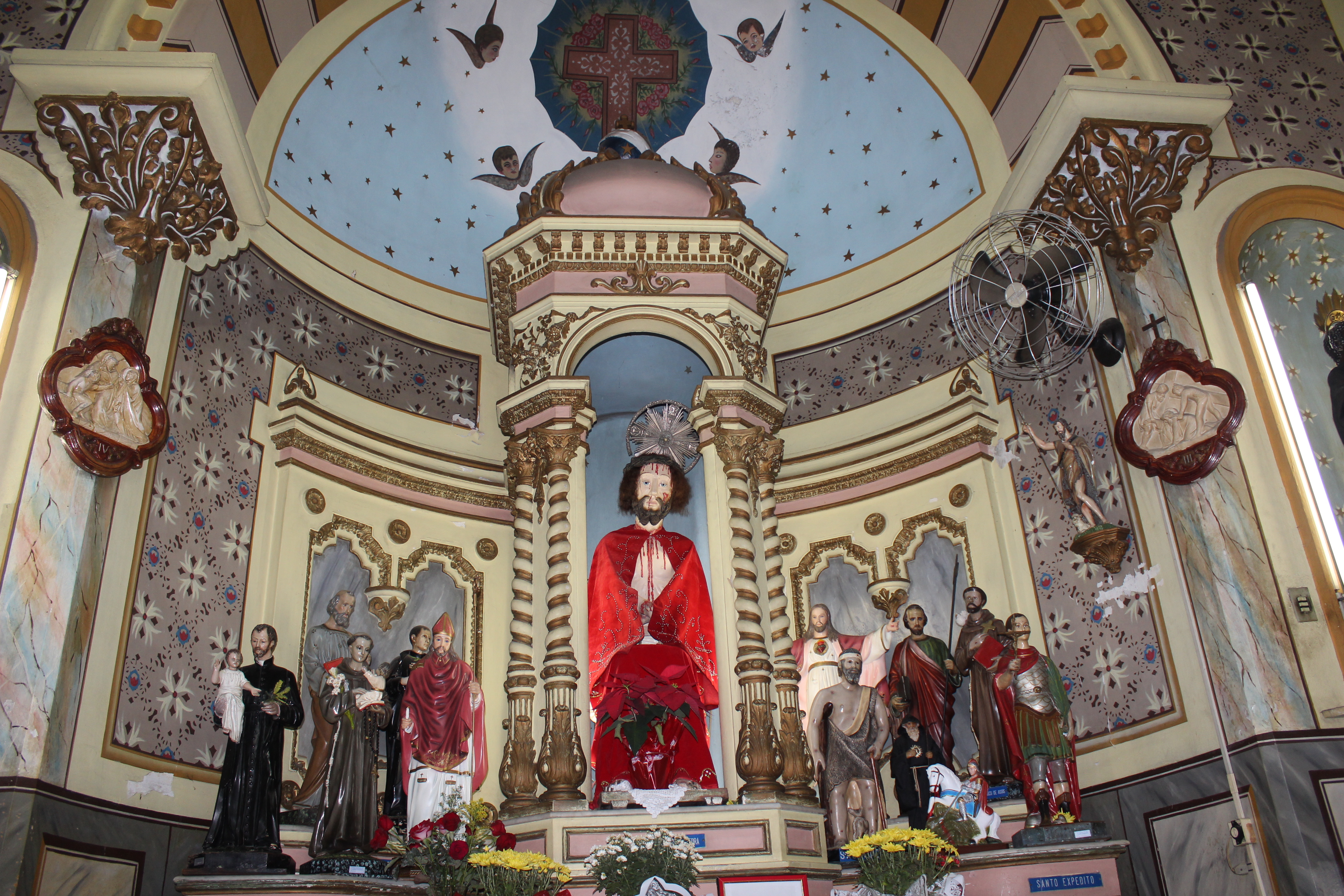
Capela lateral